# تپلک بال‌سفید
تپلک بال‌سفید (نام علمی: Scytalopus krabbei) گونه‌ای پرنده از تیرهٔ تپلکان (Rhinocryptidae) است. این گونه در سال ۲۰۲۰ توسط تام شولنبرگ، پرنده‌شناس آمریکایی و همکارانش توصیف شد. این گونه فقط در شمال مرکزی پرو، جایی که در جنگل‌های بوته‌زار نمناک و جنگل‌های کوهستانی زندگی می‌کند، شناخته شده است. تپلک بال‌سفید پرنده‌ای کوچک و خاکستری‌رنگ هستند که عمدتاً به رنگ خاکستری با و دم قهوه‌ای رنگ و نواری شکل و یک لکه سفید مشخص روی بال خود دارند. بزرگسالان ۱۰–۱۱ سانتیمتر (۳٫۹–۴٫۳ اینچ) طول دارند؛ وزن نرها ۱۸٫۰–۲۰٫۸ گرم (۰٫۶۳–۰٫۷۳ اونس) و وزن ماده‌ها ۱۶٫۵–۱۸٫۰ گرم (۰٫۵۸–۰٫۶۳ اونس) است. برخلاف ظاهر نسبتاً متمایزشان، ماهیت مرموزشان به این معنی است که معمولاً به بهترین شکل از طریق صداهایشان شناسایی می‌شوند.